# Allominettia corollae
Allominettia corollae är en tvåvingeart som först beskrevs av Fabricius 1805.  Allominettia corollae ingår i släktet Allominettia och familjen lövflugor. Inga underarter finns listade i Catalogue of Life.